# 貝氏小鯛
貝氏小鯛為輻鰭魚綱鱸形目鱸亞目鯛科的其中一種，分布於東大西洋區，從直布羅陀海峽至安哥拉海域，棲息深度可達250公尺，體長可達42公分，棲息在沙底質海域，屬肉食性，以甲殼類、頭足類、小魚等為食，可做為食用魚。